# Parafia Matki Bożej Częstochowskiej w Wielisławicach
Parafia Matki Bożej Częstochowskiej w Wielisławicach – parafia rzymskokatolicka, terytorialnie i administracyjnie należąca do diecezji zielonogórsko-gorzowskiej, do dekanatu Strzelce Krajeńskie. Erygowana 26 sierpnia 1985 roku. W parafii posługują księża diecezjalni.